# Eduard von Frowein
Eduard Peter von Frowein, seit 1913 von Frowein (* 12. Januar 1841 in Elberfeld; † 18. März 1924 ebenda) war ein deutscher Jurist und Politiker.

## Leben
Frowein war der Sohn des Fabrikteilhabers, Stadtverordneten und Ratsherren August Frowein (1805–1850) und der Tekla Böddinghaus (1819–1897) sowie Enkel des letzten Bürgermeisters von Elberfeld Abraham Frowein. Er studierte nach dem Besuch des Gymnasiums in Elberfeld Rechtswissenschaften in Bonn und Berlin. Während seines Studiums wurde er 1860 Mitglied der Bonner Burschenschaft Frankonia. Später trat er der Burschenschaft Hannovera Göttingen bei. In Berlin leistete er seine Wehrdienstzeit im 2. Garde-Ulanen-Regiment.
Im Jahr 1863 wurde Frowein als Auskultator beim Kammergericht eingestellt und 1865 zum Referendar, 1869 zum Gerichtsassistent und 1870 zum Gerichtskommissar befördert. 1870/71 nahm er am Deutsch-Französischen Krieg teil. Von 1875 bis 1876 wurde Frowein zum kommissarischen Landrat im Kreis Kleve ernannt und übernahm anschließend bis 1888 das Landratsamt im Kreis Rees.
Danach folgte er einem Ruf als Verwaltungsgerichtsdirektor an das Verwaltungsgericht Aachen, von wo aus er 1896 als Oberverwaltungsgerichtsrat an das Preußische Oberverwaltungsgericht in Berlin versetzt wurde. Im Jahr 1914 trat er in den Ruhestand.
Am 3. September 1913 (Diplom vom 25. Juni 1913) wurde Frowein in den erblichen preußischen Adelsstand erhoben.
Eduard von Frowein war mit Johanna Wülfing (1851–1913) verheiratet, mit der er zwei Kinder hatte. Seine Tochter Alina Selma (1876–1956) heiratete später den Landrat Georg Wilhelm Suermondt. Während seiner Aachener Dienstjahre gehörte Frowein dem Club Aachener Casino an. Eduard von Frowein fand seine letzte Ruhestätte in der Familiengruft auf dem Reformierten Friedhof Elberfeld.

## Ehrungen
- 1913: Verdienstorden der Preußischen Krone, 2. Klasse
- Wirklicher Geheimer Oberregierungsrat mit dem Rang des Rates 1. Klasse